# Saskia Boddeke

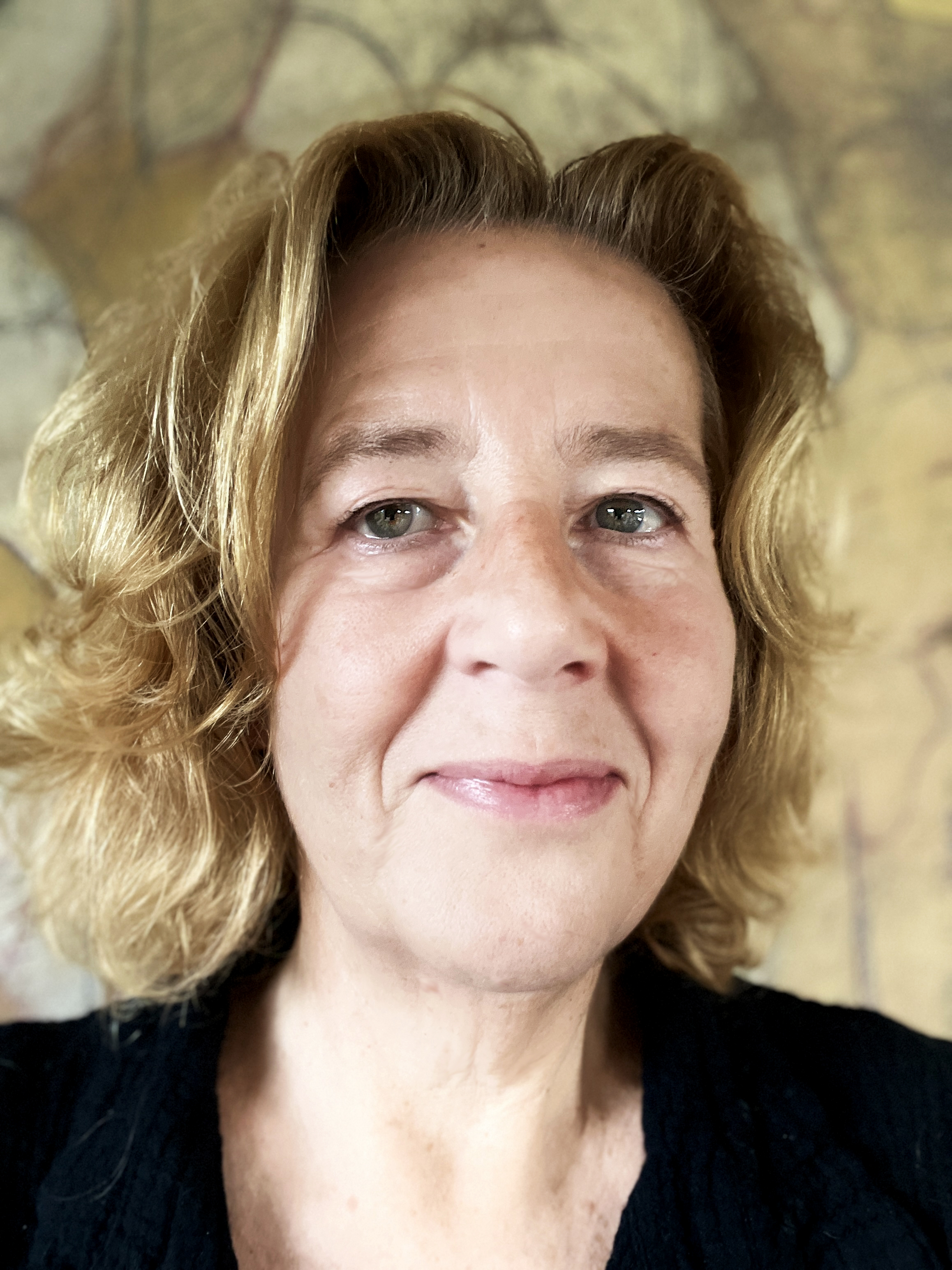
Saskia Boddeke

Saskia Boddeke (Castricum, 15 maart 1962) is een Nederlandse multimediakunstenaar en film- en toneelregisseur. Boddeke heeft als assistent-regisseur bij De Nationale Opera in Amsterdam, München, Pasaro, Salzburg en Parijs gewerkt. Ze richtte in Amsterdam het theatergezelschap Vals Akkoord op.
In haar muziektheaterinstallaties creëert ze met meerdere projectieschermen, aangestuurd door computers en met gebruik van virtuele werelden, zoals Second Life, een virtuele omgeving die ze koppelt aan live acteurs op het toneel.
In 2015 ontving Boddeke de prijs voor beste expositie van de Russische TANR (The Art Newspaper Russia) voor haar expositie "The Black Square, The golden Age of the Russian Avantgarde", een multimedia-installatie. De door Boddeke geregisseerde opera Giovanna d'Arco (2016) voor het Verdi Festival in Parma werd genomineerd als beste nieuwe productie door International Opera Awards.
Boddekes installaties kenmerken zich als 'immersive art installations'. 

## Werken
Boddeke begon als toneelregisseur en richtte in 1991 haar eigen theatergezelschap Vals Akkoord op. In 1992 schreef en regisseerde zij de voorstelling Vals Akkoord. In 1993 volgden Turn of The Tide en nog enkele andere voorstellingen. Daarna werkte ze als assistent-regisseur bij de Nederlandse Opera. In 1994 regisseerde Boddeke Rosa, a horse drama. Het libretto was geschreven door Peter Greenaway. In 1999 volgde Writing to Vermeer dat goed werd ontvangen. Sindsdien hebben Boddeke en Greenaway vele gezamenlijke multimediaproducties gemaakt, waarbij Boddeke verantwoordelijk is voor het concept en de regie, en Greenaway voor het libretto. Haar werken zijn vaak multimediainstallaties in gebouwen, zoals Kasteel Amerongen, of in musea. 
In 2016 droeg Boddeke bij met haar installatie Chtchoukine, Matisse, la Danse et la Musique aan de tentoonstelling Icônes de l'art Moderne. La Collection Chtchoukine in het museum Louis Vuitton Fondation te Parijs. Deze tentoonstelling trok in 9 maanden tijd meer dan een miljoen bezoekers. In 2017 regisseerde Boddeke de documentaire 'The Greenaway Alphabet' die op het IDFA in première ging. Het is een intiem portret over de filmmaker Peter Greenaway, die tevens haar echtgenoot is.
Boddeke gebruikte als eerste kunstenaar het online platform Second Life in haar multimediaproducties in combinatie met live performances. 

## Multimediainstallaties
- 2004 Wash and Travel, Église Sainte-Marie Madeleine Lille
- 2005 Democracy, Athene
- 2005 The Children of Uranium, Museum of Modern Art Genua
- 2011 A Day in the Life of a Castle, Kasteel Amerongen
- 2014 The Wife of a Diplomat, Kasteel Amerongen
- 2014 The Black Square, The Golden Age of Russian Avant-Garde
- 2014/2015 Sex and the Sea, Maritiem Museum Stockholm
- 2015 Gehorsam, eine Installation in 15 Räumen. Samen met Peter Greenaway. Jüdisches Museum Berlin. Over deze tentoonstelling maakte Grit Lederer de documentaire Der grausame Gott?
- 2016 Chtchoukine, Matisse, la Danse et la Musique, onderdeel van de tentoonstelling Icones de l'art Moderne, the Chtchoukine Collection. Louis Vuitton Foundation
- 2017 Body Parts, een tentoonstelling van de schilderijen, teksten en projecties van Peter Greenaway samengesteld door Saskia Boddeke, Sala Veronicas, Murcia
- 2017 H is for Horse. Concept, installatie en video, Spoleto festival.
- 2019 A Happy Death. Multimedia installatie, The museum Archeologico Visual, Ercolano
- 2020 Message in a Bottle, Multimedia installatie, Lennusdam- seaplane harbour, Tallinn
- 2020  Sex and The Sea, Multimedia installatie,Lennusdam- seaplane harbour, Tallinn
- 2020  Artuum Mobile, Multimedia installatie, Center of Contemporary Art in Torun
- 2021 Why is it Hard to Love, Multimedia installatie, Mo Museum, Vilnius, Lithuania

## Opera en muziektheaterproducties
- 1999 Writing to Vermeer
- 2001 Gold, 92 Bars in a Crashed Car
- 2003 Die Zauberflöte, Mozart
- 2005 M is for Medicine
- 2005 The Falls
- 2008 Rembrandt’s Spiegel
- 2008 The Blue Planet
- 2010 The Big Bang
- 2016 Giovanna d'Arco

## Films
- 1996 Rosa a Horse drama, geregisseerd door Saskia Boddeke en Peter Greenaway, muziek door Louis Andriessen.
- 2016 Down the Volga, geregisseerd door Saskia Boddeke, documentaire, 69 min
- 2015 The Sex & the Sea film, part of the Blue Angel Project Performance of Big Hart in Australia
- 2016 Down the Volga, geregisseerd door Saskia Boddeke, documentaire, 69 min
- 2017 The Greenaway Alphabet, geregisseerd door Saskia Boddeke, documentaire, 86 min. Première IDFA 2017
- 2022 Inside my Heart/ Het zit in mijn Hart, geregisseerd door Saskia Boddeke, feature/Documentaire, 85 min. Premiere IDFA 2022